# اندیس شمال چشمه گل سینجک ۱
شمال چشمه گل سینجک ۱ یک اندیس فلزی است که در حوالی شهر پرنگ استان خراسان قرار دارد و مادهٔ معدنی موجود در آن، مس است.سنگ میزبان این اندیس توف ، متا ولکانیک است و دیرینگی آن به دوران کرتاسه می‌رسد. در این اندیس، پاراژنز‌های کریزوکول یافت می‌شوند.